# Tatiana Vilhelmová
Tatiana Vilhelmová, po pierwszym mężu Tatiana Čecháková, obecnie znana jako Tatiana Dyková (ur. 13 lipca 1978 w Pradze) – czeska aktorka filmowa, teatralna i telewizyjna.

## Kariera
Od najmłodszych lat uczyła się tańca baletowego, śpiewu i recytacji. Studiowała w praskim konserwatorium, którego jednak nie ukończyła. Pomimo tego dostała angaż w praskim teatrze na Dejvicach. Swoją pierwszą rolę zagrała w wieku 16 lat. Wystąpiła do tej pory w ponad 90 filmach i serialach telewizyjnych. Zajmowała się również dubbingiem.
Laureatka Czeskiego Lwa za główną rolę kobiecą w filmie Szczęście (2005) Bohdana Slámy. Dotychczas była aż trzynastokrotnie nominowana do tej nagrody, za role główne i drugoplanowe.

## Życie prywatne
Przez jakiś czas była w związku z aktorem Pavlem Lišką (grali razem m.in. w Powrocie idioty czy w Szczęściu), ale ostatecznie w 2005 wyszła za mąż za producenta filmowego Pavla Čecháka, z którym ma synów Františka i Cyrila. W 2013 para wzięła rozwód, a Tatiana od 2019 roku pozostaje w związku małżeńskim z aktorem i wokalistą Vojtěchem Dykiem, z którym ma syna Aloisa.
Rodzice Vilhelmovej mieszkają za granicą – matka w Południowej Afryce, ojciec zaś – na Ukrainie.

## Wybrana filmografia
- 1995: Indiańskie lato (Indiánské léto) jako Marie
- 1996: Szeptem (Šeptej) jako Anna
- 1999: Powrót idioty (Návrat idiota) jako Olga
- 2000: Samotni (Samotáři) jako prostytutka
- 2001: Dzikie pszczoły (Divoké včely) jako Božka
- 2002: Dziewczątko (Děvčátko) jako Marie
- 2003: Jedna ręka nie klaszcze (Jedna ruka netleská) jako prezenterka TV
- 2004: Dusza jak kawior (Duše jako kaviár) jako Jana
- 2005: Szczęście (Štěstí) jako Monika
- 2006: Grandhotel jako pielęgniarka
- 2007: Butelki zwrotne (Vratné lahve) jako Helenka
- 2007: Niedźwiadek (Medvídek) jako Vanda
- 2010: Deszczowa wróżka (Dešťová víla) jako Jana
- 2010: Kajínek jako Pokorová
- 2011: Odejście (Odcházení) jako Vlasta
- 2012: Stara miłość nie rdzewieje (Vrásky z lásky) jako asystentka
- 2014: Dziura (Díra u Hanušovic) jako Maruna
- 2015: Opieka domowa (Domácí péče) jako młoda Hanáčková
- 2017: Kobieta z lodu (Bába z ledu) jako Kateřina
- 2017: Wyprawa z tatą (Špunti na vodě) jako Nela
- 2018: Wołga taty (Tátova volha) jako Tereza
- 2018: Czarodziej Żytko (Kouzelník Žito) jako diablica Filistína
- 2019: Terrorystka (Teroristka) jako Helena Machová
- 2019: Ostatnia arystokratka (Poslední aristokratka) jako Vivien
- 2020: Znajomość zbyt osobista (Příliš osobní známost) jako Simona
- 2022: Grand Prix jako Jindra
- 2023: Wrażliwy człowiek (Citlivý člověk)
- 2023: Bracia (Bratři) jako Zdena Mašínová[4]